# Enrique del Valle Iberlucea
Enrique del Valle Iberlucea (18 de abril de 1877 - 30 de agosto de 1921) fue un político, periodista y abogado español radicado en Argentina. Era hijo del pescador Epifanio del Valle y de María Iberlucea, y estuvo casado con María Luisa Curutchet.

## Biografía
Emigró a la Argentina en 1885, radicándose en Rosario en 1886, ciudad a la que estuvo ligado por lazos familiares y amistosos toda la vida. En Rosario no solo completó sus estudios secundarios, sino que también comenzó a destacarse por su espíritu combativo e inquieto, ávido de cultura y acción. Allí conocerá a la joven María Luisa Curutchet, con la que se casará en 1905.
En 1894, siendo estudiante del Colegio Nacional, funda el periódico Fiat Lux y, en 1895, colaborando activamente con un grupo de emigrados alemanes, funda un centro socialista.
En 1896 se radica en Buenos Aires, donde se doctora en jurisprudencia con diploma de honor en 1901. En 1902 obtiene su carta de ciudadanía y presenta su tesis de doctorado, llamada “El procedimiento judicial en el Derecho Internacional”. A poco de obtener su diploma de abogado en Buenos Aires publica un trabajo al que titula Fundamentos científicos del divorcio y Teoría materialista de la Historia.
Por entonces, los problemas relativos a la emancipación de la mujer y la lucha por su igualdad con los hombres convocan sus mayores esfuerzos. Es así entonces que el Centro Socialista Femenino lo invita a afiliarse al Partido Socialista en 1902.

## Carrera política
En 1908 fundó junto a la joven Alicia Moreau de Justo la “Revista Socialista Internacional”, que desde 1910 adoptó el nombre de “Humanidad Nueva”. Su marxismo kautskiano, su crítica al revisionismo de Eduard Bernstein, y su denodado énfasis en mantener una estrecha vinculación entre socialismo y filosofía, serán los núcleos ideológicos que plasmará en dichas publicaciones.
En 1913 se convertirá en el primer senador socialista de América, derrotando en Capital Federal a los candidatos radicales y conservadores. El joven socialista se incorporaba así al Senado, reducto de una oligarquía que no terminaba de aceptar la transparencia del sufragio, y mucho menos la introducción de las nuevas ideas de progreso social.
El triunfo socialista causó una gran alarma. Los senadores del régimen se reunieron privadamente en la antesala de la Cámara de Senadores para considerar el peligro que significaba dicho avance.
Sería finalmente el senador José Camilo Crotto el encargado de oponerse formalmente a la incorporación de Del Valle Iberlucea, aduciendo que el ciudadano electo era contrario al principio de nacionalidad, pero sin resultado.

## Trayectoria
La acción parlamentaria de Enrique del Valle Iberlucea fue una verdadera síntesis de acción. Pese a encontrarse en un ambiente político hostil, como el Senado de la segunda década del siglo XX, integrado por los representantes de los intereses económicos de las oligarquías provinciales, desarrolló una importante tarea legislativa.
Entre sus primeras iniciativas parlamentarias, podemos señalar las que propiciaban la derogación de las leyes de residencia y defensa social, ambas de marcado contenido antiobrero y contrarias a la libertad. En 1916 presentó asimismo un proyecto de ley para suprimir la pena de muerte en nuestra legislación penal. Posteriormente, en 1919, tuvo activa participación en la elaboración del Código Penal.
Fue de gran trascendencia su participación en los históricos debates como el del presupuesto de 1915, el de las transgresiones a las leyes del trabajo, el del comercio con los indios, el de las leyes orgánicas de los territorios nacionales y de la ciudad de Buenos Aires, en el de la ley de educación general, salario mínimo para los trabajadores, intervenciones federales, etc.
En 1913, 1915 y 1916 presentó varios proyectos que establecían la jornada de ocho horas para todos los establecimientos industriales, oficiales o particulares que existieran en el territorio de la República. También se planteó la necesidad de reglamentar el trabajo a domicilio por lo que presentó un proyecto en 1913, que luego reiteró en 1915. Estas iniciativas se vieron sancionadas en la ley 10.505 de octubre de 1918, conocida como de trabajo a domicilio e industrias domésticas.
En 1914 propuso modificar la Constitución Nacional para democratizar la forma de elección y la composición del Senado. El proyecto establecía que los senadores fueran elegidos por el voto popular y duraran en su gestión seis años. Ochenta años después, la convención reformadora de Santa Fe, recogería la idea de Enrique del Valle Iberlucea y la plasmaría en los artículos 54 y 56 de la Carta Magna.

"Era común que el doctor Del Valle Iberlucea, al hablar, hiciera toda clase de citas, leyéndolas de los mismos textos. De ahí que, a veces, su banca se viera abarrotada de libros. La montaña de volúmenes que he puesto alrededor de él en mi caricatura – que reproduzco aquí – alude a eso."
Ramón Columba

Otra de las más sensibles preocupaciones de Del Valle Iberlucea era la situación que vivía la mujer en general, sometida de hecho y de derecho al hombre, y en su condición de trabajadora, a peores condiciones de explotación. De esta forma, continúa la labor de Alfredo Palacios respecto de las leyes protectoras del trabajo de las mujeres y niños y ensaya sancionar un verdadero código de protección a los derechos de la mujer, incluyendo en el cuerpo legal su emancipación civil. En 1919, el senador socialista presentó su proyecto de ley sobre la emancipación femenina, acompañado por la firma de 7000 mujeres, encabezadas por Alicia Moreau de Justo, solicitando a los legisladores el apoyo y aprobación del proyecto.
En septiembre de 1920 propuso al Senado la creación de un Consejo Económico del Trabajo. Se trató como diría Joaquín V. González, del “primer proyecto legislativo de planificación en la Argentina”. Se trataba de un mecanismo de participación de los trabajadores en el control de las industrias y de los servicios, asesorados por un consejo técnico. Al presentar el proyecto, el legislador socialista sostuvo: “La socialización consiste en poner en manos de órganos representativos de la sociedad y en elementos productores, la administración de las industrias y de los servicios públicos”.
Dio enorme impulso al órgano partidario La Vanguardia, que dirigió entre 1916 y 1917. Fue desde esa tribuna periodística que planteó sus ideas en torno al papel que el partido debía llevar adelante en relación con la terrible guerra que consumía y desangraba a Europa.

## Condena política
Un hecho relevante de su vida política será sin dudas su discurso del 9 de enero de 1921 en el IV Congreso Extraordinario del Partido Socialista en Bahía Blanca, en el cual exaltará la Revolución Rusa. A raíz de este discurso, el juez federal Emilio Marenco, le inició una absurda causa judicial, y sin ninguna autoridad moral, solicitó su desafuero, la anulación de su carta de ciudadanía y su posterior expulsión del país.
Enrique Del Valle Iberlucea fue condenado por un “delito de opinión”. El odio y el ensañamiento primaron sobre la debida imparcialidad y se castigó la primera y más elemental de las libertades, la libertad de pensamiento.
La resolución del Senado –que votó su desafuero- conmovió a la opinión pública; gremios de trabajadores, centros estudiantiles, organizaciones culturales y vecinales repudiaron la resolución, y el Partido Socialista, que había estrechado filas detrás de su primer senador, organizó el 23 de agosto de aquel año de 1921 un multitudinario acto de solidaridad en el Teatro Coliseo de Buenos Aires que colmó su recinto y se extendió a la calle.
Cuando Del Valle Iberlucea realizó una conmovedora defensa de la banca socialista en el recinto del Senado, ya padecía una grave enfermedad que poco tiempo después lo llevaría a la tumba, por lo cual, como señala Sánchez Viamonte, “el juicio y la condena de éste adquiere ciertos contornos épicos, y su defensa trae a la memoria la defensa de Sócrates”.

"No temo la decisión de los señores senadores, de los jueces; sé cómo piensa la mayoría de ellos, porque conozco sus manifestaciones en el curso de esta discusión, y por tal razón, dirigiéndome a la mayoría, no puedo al terminar sino repetir las frases celebres: en vano busco entre vosotros jueces, pues solo encuentro acusadores"
Enrique Del Valle Iberlucea. Discurso en el recinto del Senado.

Enrique Del Valle Iberlucea moría a los 44 años de edad el 30 de agosto de 1921. Su muerte no fue óbice para que dejara marcada una profunda huella en la vida política y social argentina.
Una calle en el Barrio Lisandro de La Torre (popularmente conocido como Arroyito) de Rosario, Argentina, lo honra, como así también en el barrio de La Boca, de la Capital Federal, Godoy Cruz, en Mendoza, en Villa Gobernador Gálvez, Santa Fe y en las localidades Haedo y Lanús, en Provincia de Buenos Aires.